# Jan Niklas Wimberg
Jan Niklas Wimberg (Oldenburg, 11 febbraio 1996) è un cestista tedesco.

## Carriera
Con la Germania ha disputato i Giochi olimpici di Tokyo 2020.

## Palmarès
- Campionato tedesco: 1

Bayern Monaco: 2023-2024
- Coppa di Germania: 2

Bayern Monaco: 2022-2023, 2023-2024